# Хартум (штат)
Хартум (араб. الخرطوم; трансліт: Al Khartum) - один з 18 штатів (вілаятів) Судану.
- Територія 22142 км².
- Населення 5274321 людини (на 2008).

Адміністративний центр - місто Хартум також є столицею Судану.

## Адміністративний поділ

Адміністративний поділ штату

Штат ділиться на 7 округів (дистриктів):

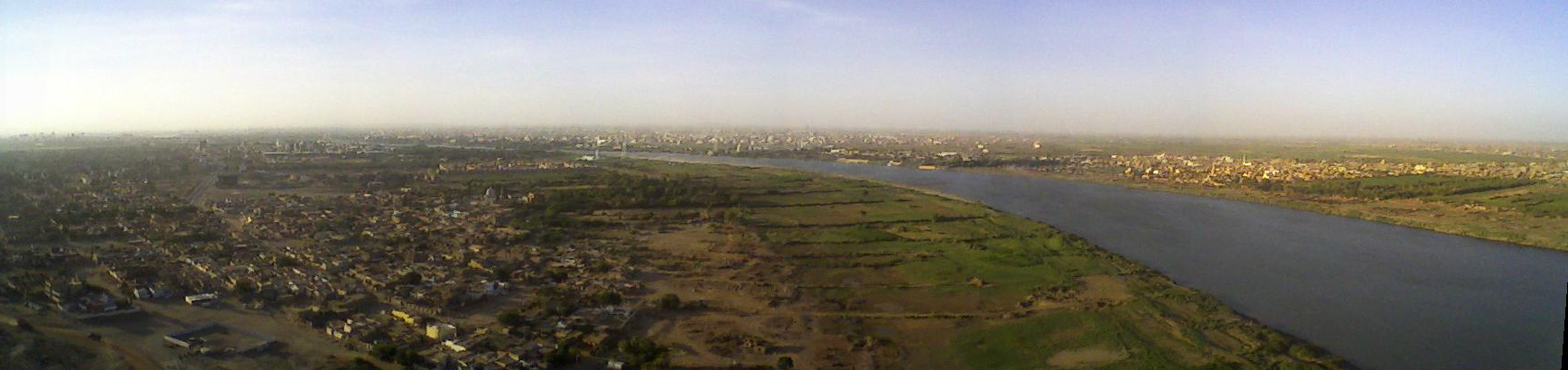
Вигин Нілу в Хартумі

1. Хартум (Khartoum)
2. Ум-Бадда (Um Badda)
3. Омдурман (Omdurman)
4. Карарі (Karary)
5. Хартум-Бахрі (Khartoum Bahri)
6. Шарк-ен-Ніл (Sharg En Nile)
7. Південний Хартум (South Khartoum)